# مکنیکس‌تاون (نیویورک)
مکنیکس‌تاون (به انگلیسی: Mechanicstown) یک منطقهٔ مسکونی در ایالات متحده آمریکا است که در شهرستان اورنج، نیویورک واقع شده‌است. مکنیکس‌تاون ۸٫۸ کیلومتر مربع مساحت و ۶٬۰۶۱ نفر جمعیت دارد و ۱۶۲ متر بالاتر از سطح دریا واقع شده‌است.